# Feddan
Il feddan (arabo: فدان , faddān) è un'unità di misura di area, usata in Egitto, Sudan, e Siria.
Il feddan non fa parte del Sistema internazionale di unità di misura, ed in Egitto il feddan è l'unica unita di misura non metrica che è rimasta in uso in seguito al passaggio al SI (avvenuto con decreto khediviale 18 ramadan 1308 (28 aprile 1891), con decorrenza 1º gennaio 1892).

## Etimologia
In lingua araba la parola faddān significa letteralmente "una coppia di buoi", volendo ciò implicare che questa è l'area di terra che potrebbe essere arata da questi in un determinato periodo di tempo. Da questo punto di vista, il termine è del tutto analogo allo iugero romano.

## Conversione di unità e sottomultipli
Il feddan ha due principali sottomultipli: il qīrāṭ e la qaṣaba merabbaca ("canna quadrata")
```
1 Feddan = 24 qīrāṭ = 333+1/3 qaṣaba quadrate
[
1
]
```

A sua volta, 1 qīrāṭ (175,00 m²) vale 3 habba, 1 habba (58,33 m²) vale 2 daniq, 1 daniq (29,17 m²) vale 4 sahm (dal valore di 7,29 m²).
La conversione con il SI fornisce:
```
1 Feddan = 4200,833 metri quadrati (m²) = 0,42 ettari (ha).
```

La conversione con il sistema britannico fornisce:
```
1 feddan = 1,038 acri
```

In Siria, il feddan varia da 2295 metri quadrati (m²) a 3443 metri quadrati (m²).